# Postjesweg (metrostation)
Postjesweg is een station van de Amsterdamse metro in het stadsdeel Nieuw-West. Het metrostation ligt aan metrolijn 50 (Ringlijn) en werd geopend op 28 mei 1997. Per 3 maart 2019 wordt dit station ook aangedaan door metrolijn 51, die vanaf die datum vanaf station Zuid naar Isolatorweg is verlegd.
Het station is gedeeltelijk gelegen boven de Robert Fruinlaan, met het perron ten noorden van deze straat. Ten oosten van de stationsopgang gaat de Robert Fruinlaan op de Charley Tooropbrug over in de Postjesweg.
Het station werd in 2005, tegelijk met het gerenoveerde station Reigersbos in Amsterdam-Zuidoost, op proef uitgerust met een nieuw type windscherm en een nieuw type abri, opgetrokken uit staal met glas en voorzien van een reclamebord. Tussen 2008 en 2010 zijn deze abri's ook op de overige bovengrondse stations van de Oostlijn geplaatst, ter vervanging van de massieve stalen windschermen aldaar.
Er is verder een overstapmogelijkheid op de bussen door middel van de halte Jan Tooropstraat, die ten oosten van het metrostation ligt.
Isolatorweg ·
Station Sloterdijk (NS) ·
De Vlugtlaan ·
Jan van Galenstraat ·
Postjesweg ·
Station Lelylaan (NS) ·
Heemstedestraat ·
Henk Sneevlietweg ·
Amstelveenseweg ·
Station Zuid (NS) ·
Station RAI (NS) ·
Overamstel ·
Van der Madeweg ·
Station Duivendrecht (NS) ·
Strandvliet ·
Station Bijlmer ArenA (NS) ·
Bullewijk ·
Holendrecht (NS) ·
Reigersbos ·
Gein
Centraal Station (NS) ·
Nieuwmarkt ·
Waterlooplein ·
Weesperplein ·
Wibautstraat ·
Amstelstation (NS) ·
Spaklerweg ·
Overamstel ·
Station RAI (NS) ·
Station Zuid (NS) ·
Amstelveenseweg ·
Henk Sneevlietweg ·
Heemstedestraat ·
Station Lelylaan (NS) ·
Postjesweg ·
Jan van Galenstraat ·
De Vlugtlaan ·
Station Sloterdijk (NS) ·
Isolatorweg